# Annona tomentosa
Annona tomentosa är en kirimojaväxtart som beskrevs av Robert Elias Fries. Annona tomentosa ingår i släktet annonor, och familjen kirimojaväxter. Inga underarter finns listade i Catalogue of Life.